# Shota Arveladze
Shota Arveladze (en géorgien : შოთა არველაძე), né le 22 février 1973 à Tbilissi, est un ancien footballeur et aujourd'hui entraîneur géorgien. 
Ses frères Artchil et Revaz Arveladze (en) sont également footballeurs.

## Biographie

### Joueur
Il est l'une des rares vedettes de l'équipe géorgienne avec Kakha Kaladze et Kobiashvili. Il mesure 1,80 m pour 75 kg. 
Arveladze a pris sa retraite internationale au début du mois de juin 2007 pendant les éliminatoires de l'Euro 2008. Après un contrat signé en juin 2007 avec Levante UD, il arrête sa carrière en mai 2008.

### Entraîneur
Après sa retraite, il deviendra pendant deux ans l'entraîneur assistant de l'équipe néerlandaise de l'AZ Alkmaar, alors l'équipe montante du football néerlandais. De 2010 à 2012, il s'occupe de l'équipe turque du Kayserispor avant de prendre les rênes de Kasımpaşa en 2012. Il est ensuite l'entraîneur du Maccabi Tel Aviv (Israël).